# St. Martin (Martinsrieth)

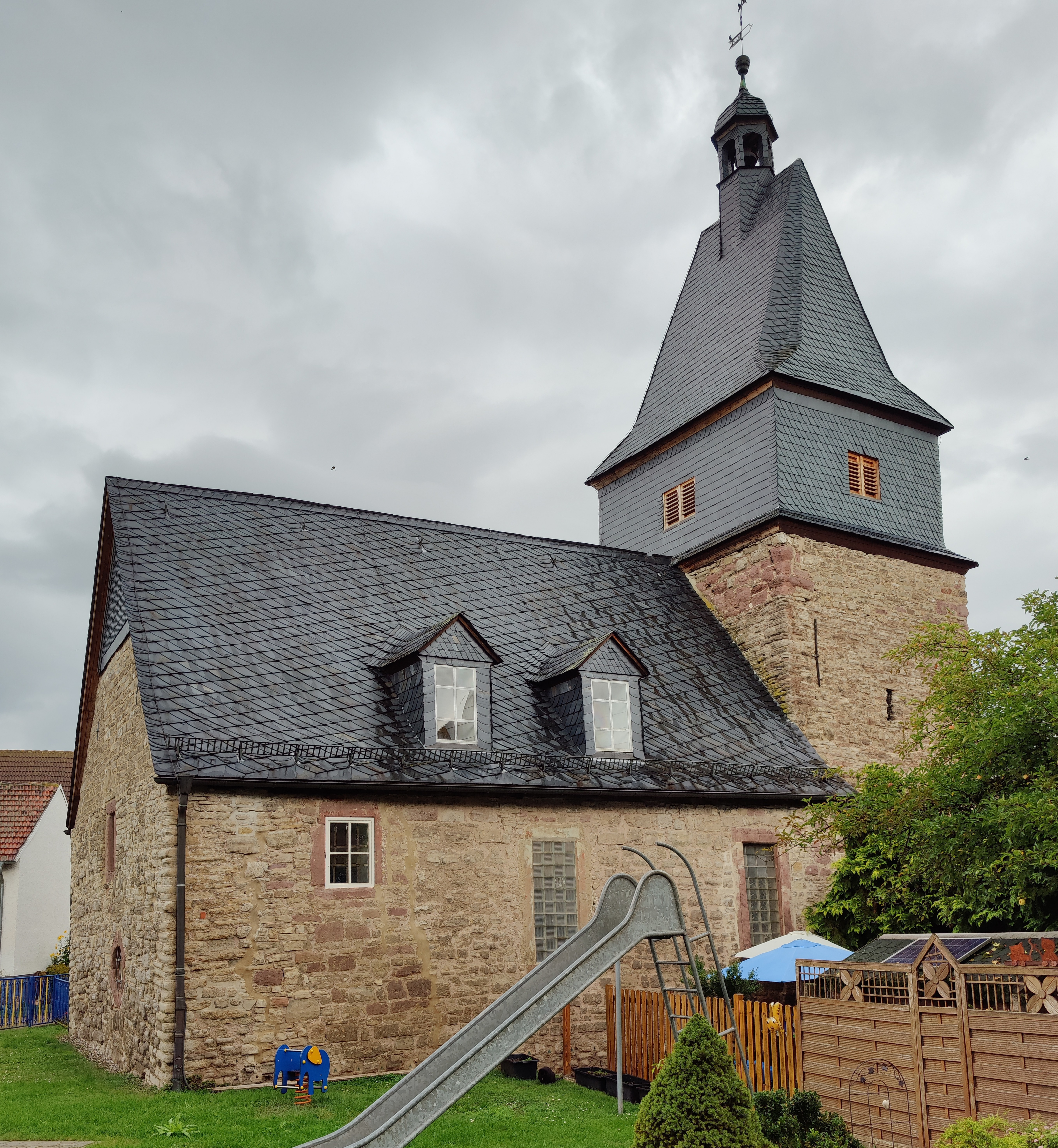
St. Martin in Martinsrieth

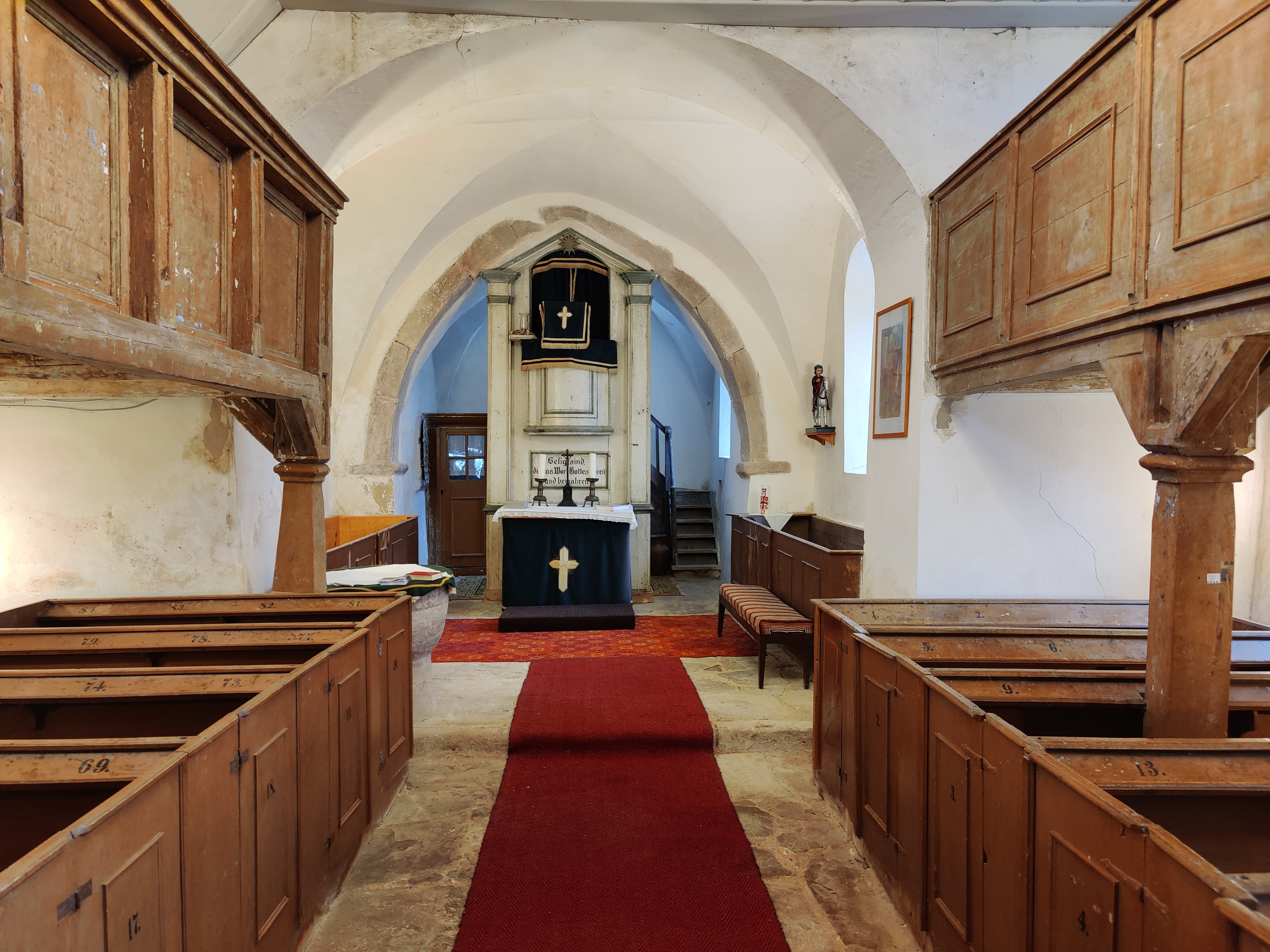
Innenansicht nach Osten

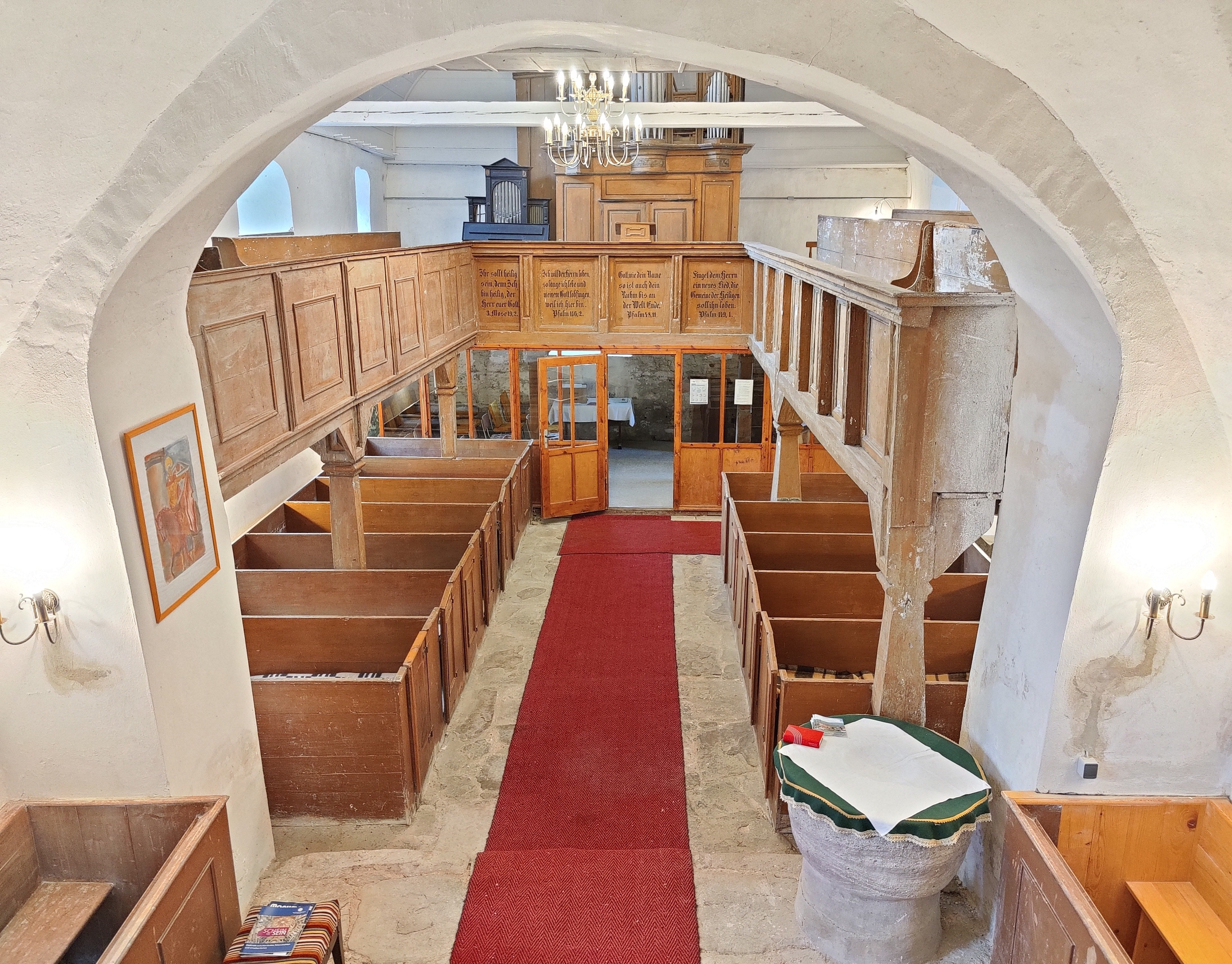
Innenansicht nach Westen

Die evangelische Dorfkirche St. Martin ist eine im Kern spätromanische Saalkirche im Ortsteil Martinsrieth von Wallhausen (Helme) im Landkreis Mansfeld-Südharz in Sachsen-Anhalt. Sie gehört zum Kirchengemeindeverbund Wallhausen im Kirchenkreis Eisleben-Sömmerda der Evangelischen Kirche in Mitteldeutschland.

## Geschichte und Architektur
Die Kirche St. Martin ist eine Chorturmkirche mit einem quadratischen Chorturm mit verschiefertem Glockengeschoss, einem abgewalmten Satteldach und Dachreiter. Der eingezogene Rechteckchor ist vermutlich spätgotisch. Das kurze Schiff, das etwas breiter als der Chorturm ist, stammt vermutlich aus dem 18. Jahrhundert, die Spitzbogenfenster an der Südwand wurden vermauert. Im Turmuntergeschoss und im Chor sind Kreuzgratgewölbe eingezogen, dasjenige im Chor hat einen etwas niedrigeren Scheitel. Das Schiff ist mit einer Holztonne geschlossen und wird von einer Hufeisenempore  eingerahmt, deren Brüstungen teilweise mit Schriftworten verziert sind (Lev 19,2 , Ps 146,2 , Ps 48,11 , Ps 149,1 ).

## Ausstattung
Das Hauptstück der Ausstattung ist ein schlichter hölzerner Kanzelaltar. Eine spitzbogige Sakramentsnische mit eisenbeschlagener Tür ist an der Chornordwand erhalten. Ein Taufstein mit plumper Kelchform entstammt der Spätromanik. Im Turmuntergeschoss findet sich eine kleine spätgotische Schnitzfigur des Heiligen Martin auf dem Pferd. Ein Epitaph von 1683 ist mit einem ovalen Gemälde der Pfarrersfamilie vor dem Kruzifix versehen. Eine Bronzeglocke gehört dem 14. Jahrhundert an.
Die fragmentarische, nicht mehr funktionsfähige Orgel mit barockem Prospekt ist ein Werk eines unbekannten Orgelbauers mit ehemals neun Registern auf einem Manual und Pedal. Das Innenwerk wurde 1824 für 330 Taler ersetzt. Neben der Orgel ist ein Harmonium mit einem kleinen Orgelprospekt aufgestellt. Die Disposition der Orgel lautete:
| I Manual C–c3 |    |
| Principal     | 8′ |
| Gedact        | 8′ |
| Principal     | 4′ |
| Gedact        | 4′ |
| Floete        | 4′ |
| Octave        | 2′ |
| Cornett III   |    |

| Pedal C–c1 |     |
| Subb-Baß   | 16′ |
| Octav-Baß  | 8′  |

- Koppel: Pedalcoppel